# مايلز براند
مايلز براند (بالإنجليزية: Myles Brand)‏ هو أستاذ جامعي أمريكي، ولد في 17 مايو 1942 في بروكلين في الولايات المتحدة، وتوفي في 16 سبتمبر 2009 في إنديانابوليس في الولايات المتحدة بسبب سرطان البنكرياس.

## وصلات خارجية
- مايلز براند على موقع إن إن دي بي (الإنجليزية)